# Margaux
Margaux era una comuna francesa situada en el departamento de Gironda, de la región de Nueva Aquitania, que el 1 de enero de 2017 fue suprimida al fusionarse con la comuna de Cantenac, formando la comuna nueva de Margaux-Cantenac.

## Demografía
| Gráfica de evolución demográfica de Margaux entre 1800 y 2014 |
|                                                               |

Los datos demográficos contemplados en este gráfico de la comuna de Margaux  se han cogido de 1800 a 1999 de la página francesa EHESS/Cassini, y los demás datos de la página del INSEE.